# Jon Nödtveidt
Jon Andreas Nödtveidt (Strömstad, 28 giugno 1975 – Hässelby, 13 agosto 2006) è stato un cantautore e chitarrista svedese, fondatore del gruppo svedese black metal/death metal Dissection.

## Biografia
Fondò e partecipò anche a molte altre band, tra cui The Black, De Infernali, Nifelheim, Ophthalamia (insieme al fratello Emil Nödtveidt), Satanized, Siren's Yell, Terror e Rabbit's Carrot. Lavorò anche come giornalista per il magazine Metal Zone, occupandosi dell'allora nascente scena black metal. Jon Nödtveidt fu anche adepto della setta chaosofista MLO.
Nel 1997 fu arrestato e condannato alla reclusione in seguito all'omicidio di un omosessuale algerino trentottenne di nome Josef Ben Maddour, e per il porto illegale di armi da fuoco. Terminata la detenzione, nel settembre 2004 Jon riunì i Dissection e pubblicò un ultimo disco, Reinkaos.
Dopo aver sciolto la band, tra il 13 e il 16 agosto 2006 Nödtveidt si suicidò con un colpo di pistola alla testa nel suo appartamento a Hässelby, vicino a Stoccolma. La morte del cantante, unico membro fisso dei Dissection, ha decretato il definitivo scioglimento del gruppo.

## Pensiero e vita
Jon Nödtveidt era un seguace di un'organizzazione esoterica chiamata Misanthropic Luciferian Order. Sebbene si parli talvolta di essa come una setta satanica (e anche Nödtveidt lo fece), si tratta più precisamente di un circolo magico-gnostico che adopera concetti satanici astraendoli dalla base cristiana. Si potrebbe accostare ad alcune concezioni tantriche orientali con elementi affini al nichilismo cosmico di pensatori come Philipp Mainländer: i suoi seguaci ritengono infatti l'universo ordinato come una limitazione del caos originario, il nulla a cui tutto è destinato a tornare. Il MLO è un movimento anti-cosmico e nichilistico, che promuove una prassi di vita violenta e amorale.
Richiami all'ideologia del MLO si trovano in tutti i testi dei Dissection, ma in particolare nell'ultimo, Reinkaos, dove sono più espliciti. Nei due album precedenti, invece, si faceva soprattutto riferimento all'idea del Male in una chiave più poetica; tuttavia sono numerosi i richiami all'omicidio e al suicidio, trattati in termini positivi, come forme di ribellione o di liberazione dell'individuo, vista nell'ottica di una conoscenza mistica/ultraterrena.
Alcuni (fra cui l'ispettore Lars Ohlin, che si occupò del caso) hanno sostenuto che l'omicidio dell'omosessuale algerino da parte di Nödtveidt fosse connesso alle attività della setta: in quanto sacrificio umano, oppure per timore che l'uomo avesse raccontato delle attività praticate dai membri. Altri, invece, sostengono che l'omicidio sia stato causato semplicemente da omofobia.
Il suicidio di Nödtveidt ha acceso discussioni simili, considerando tra l'altro che il corpo fu ritrovato all'interno di un cerchio di candele accese (notizie dubbie segnalerebbero anche la presenza di un grimorio o di una Bibbia satanica). In passato, in un'intervista, Nödtveidt aveva parlato del suicidio in termini positivi:
"Il Satanista decide della sua vita e della sua morte e preferisce andarsene con un sorriso sulle labbra quando ha raggiunto il picco della sua vita, quando ha sistemato tutto e punta a trascendere questa esistenza terrena".

## Discografia

### Con i Dissection
- 1993 - The Somberlain
- 1995 - Storm of the Light's Bane
- 2006 - Reinkaos

### Con gli Ophthalamia

#### Album in studio
- 1994 - A Journey in Darkness

#### Raccolte
- 1997 - To Elishia

### Con i De Infernali

#### Album in studio
- 1997 - Symphonia De Infernali

### Con i The Black

#### Album in studio
- 1994 - The Priest of Satan

### Come ospite
- 1994 - Nifelheim, Nifelheim
- 1997 - Nifelheim, Devil's Force